# Prunus sect. Prunocerasus
Prunus sect. Prunocerasus is een sectie van het geslacht Prunus uit de rozenfamilie. De sectie wordt in het ondergeslacht Prunus subg. Prunus geplaatst. Binnen deze sectie vallen de meeste sierbomen die bekend staan als de 'Amerikaanse pruimen' en andere pruimen van de Nieuwe Wereld.
De taxonomische positie van de groep wordt door verschillende auteurs anders behandeld. Het is niet ongebruikelijk om de groep in de literatuur tegen te komen als ondergeslacht van het geslacht Prunus maar ze werd ook wel als sectie van het ondergeslacht Cerasus genoemd. Op basis van de resultaten van moleculair fylogenetisch onderzoek, stelden Shuo Shi et al. (2013) voor om de groep als sectie in het ondergeslacht Prunus te plaatsen.

## Soorten
- Prunus alleghaniensis Porter
- Prunus americana Marshall
- Prunus angustifolia Marshall
- Prunus geniculata R.M.Harper
- Prunus gracilis Engelm. & A.Gray
- Prunus hortulana L.H.Bailey
- Prunus maritima Marshall
- Prunus mexicana S.Watson
- Prunus munsoniana Wight & Hedrick
- Prunus murrayana E.J.Palmer
- Prunus nigra Aiton
- Prunus rivularis Scheele
- Prunus subcordata Benth.
- Prunus texana D.Dietr.
- Prunus umbellata Elliott

## Hybriden
- P. ×orthosepala Koehne
- P. ×palmeri Sarg.
- P. ×slavinii Palmer ex Rehder

Voorbeelden van soorten in Prunus sect. Prunocerasus
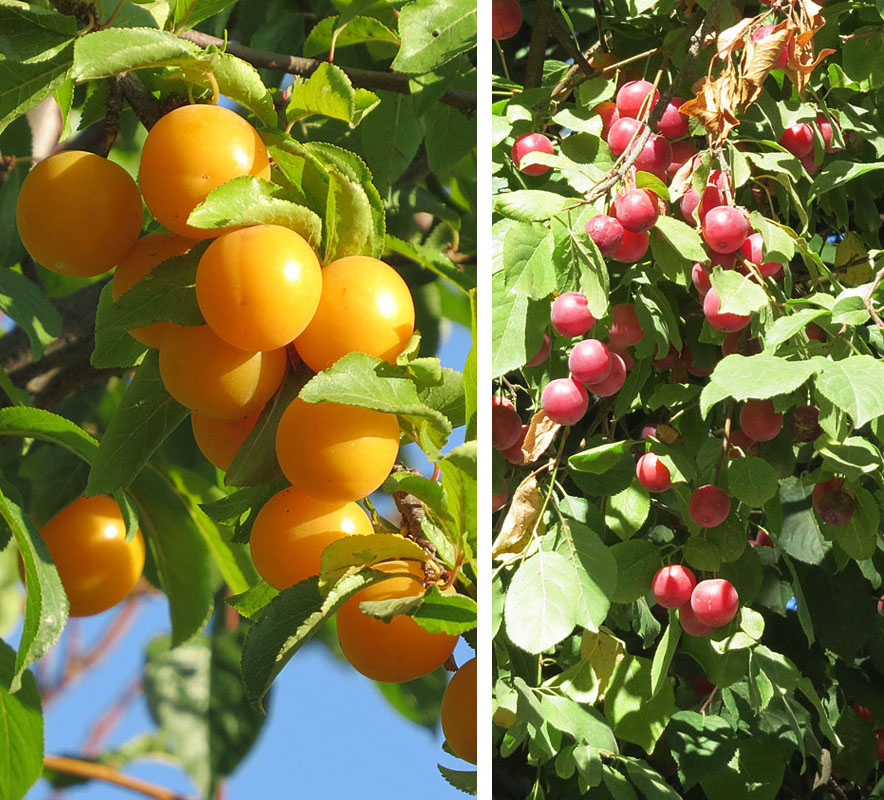
Vruchten van Prunus americana
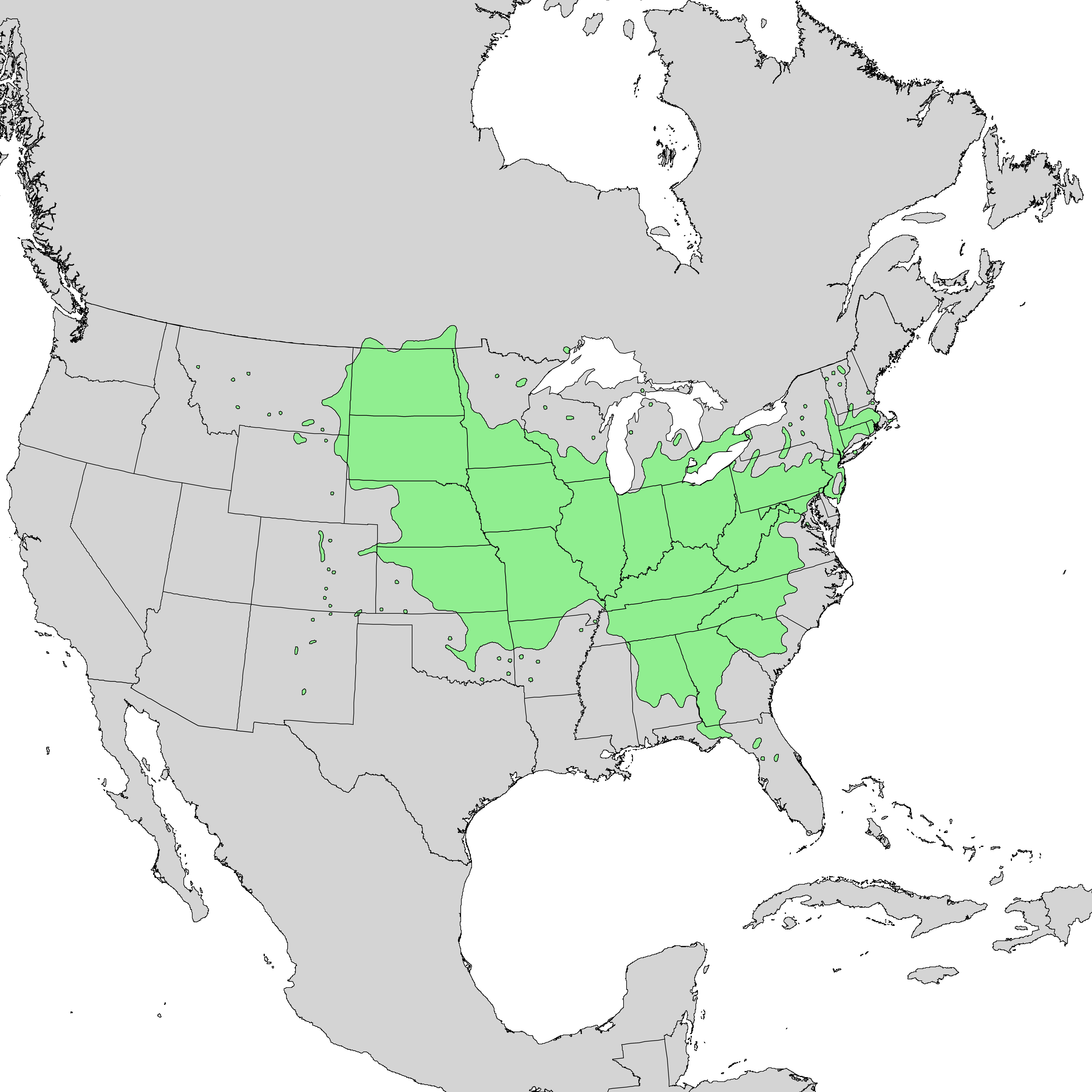
Verspreiding van Prunus americana
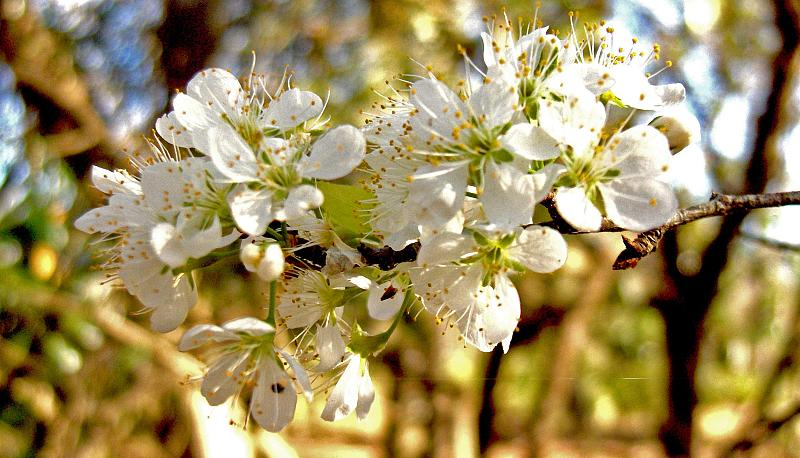
Bloesem van Prunus americana
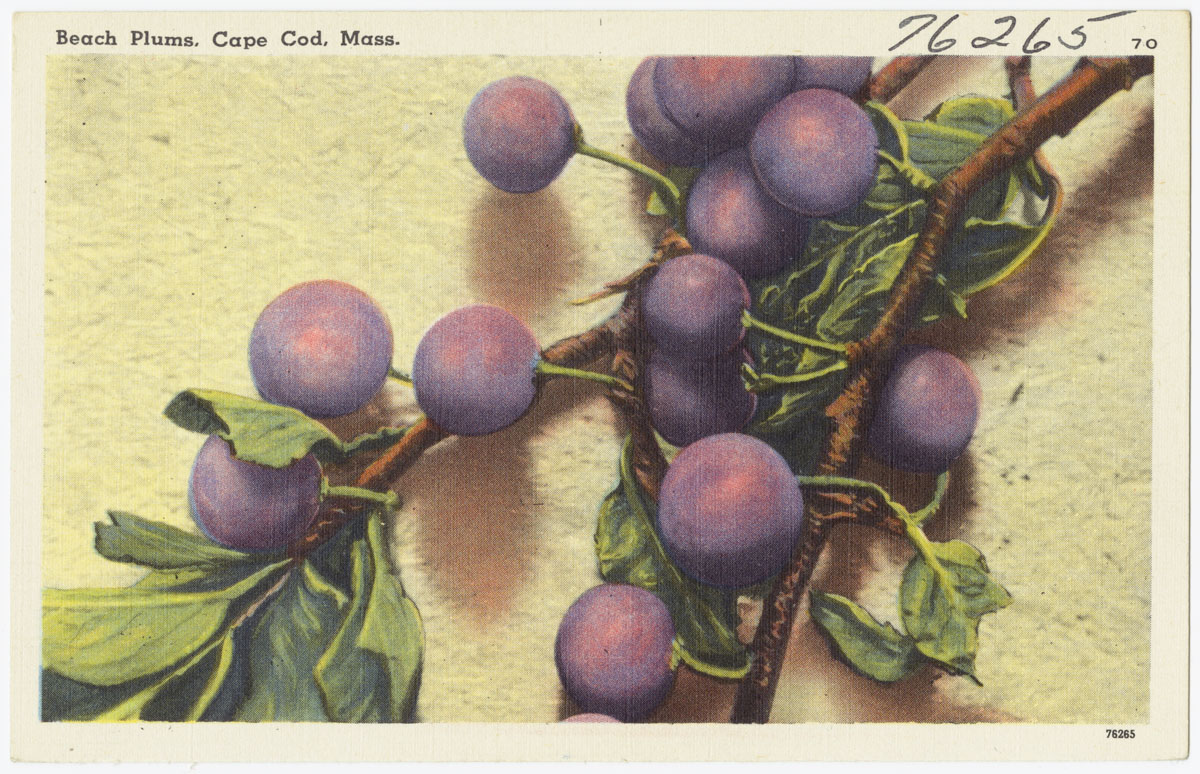
Vruchten van Prunus maritima
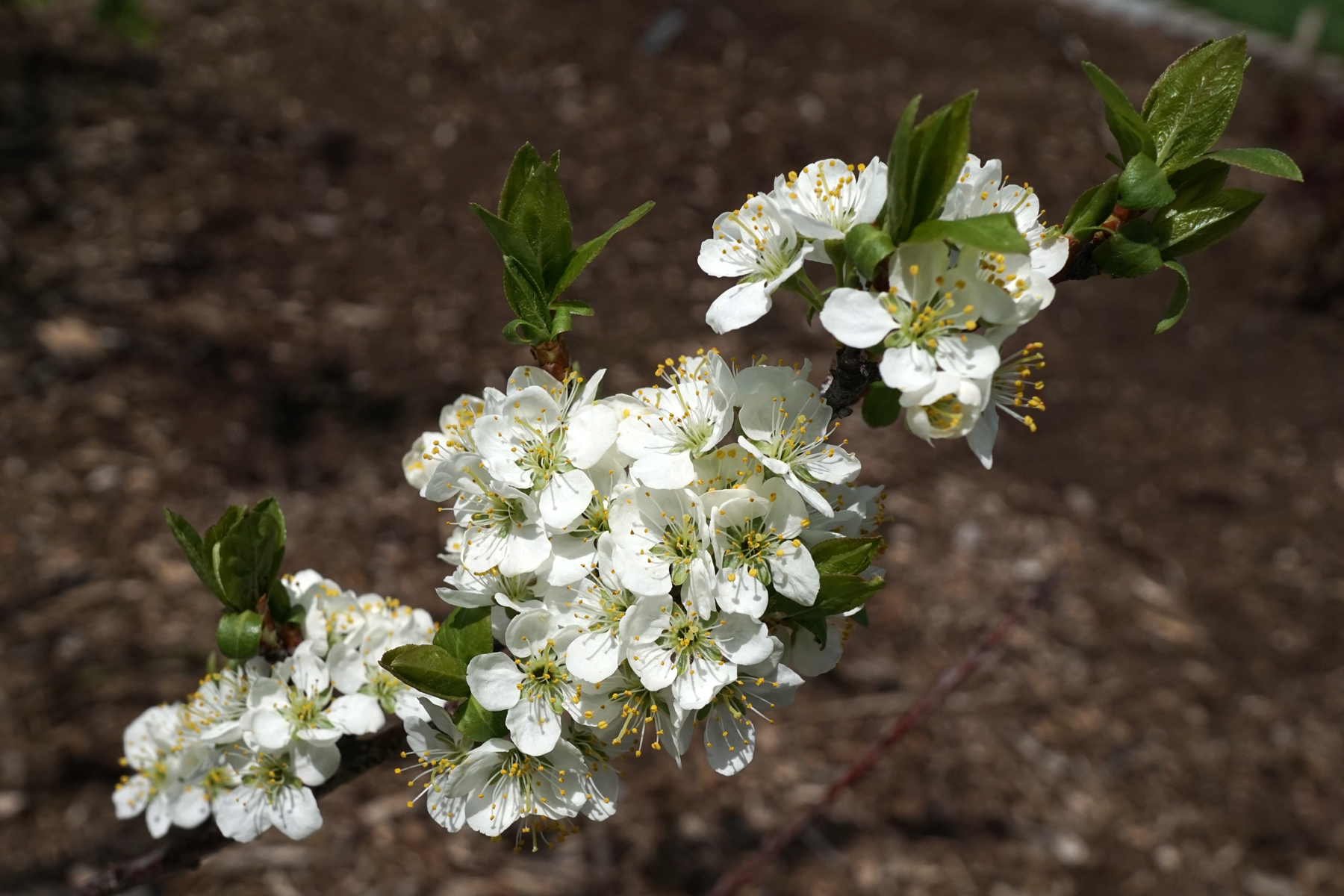
Bloesem van Prunus maritima
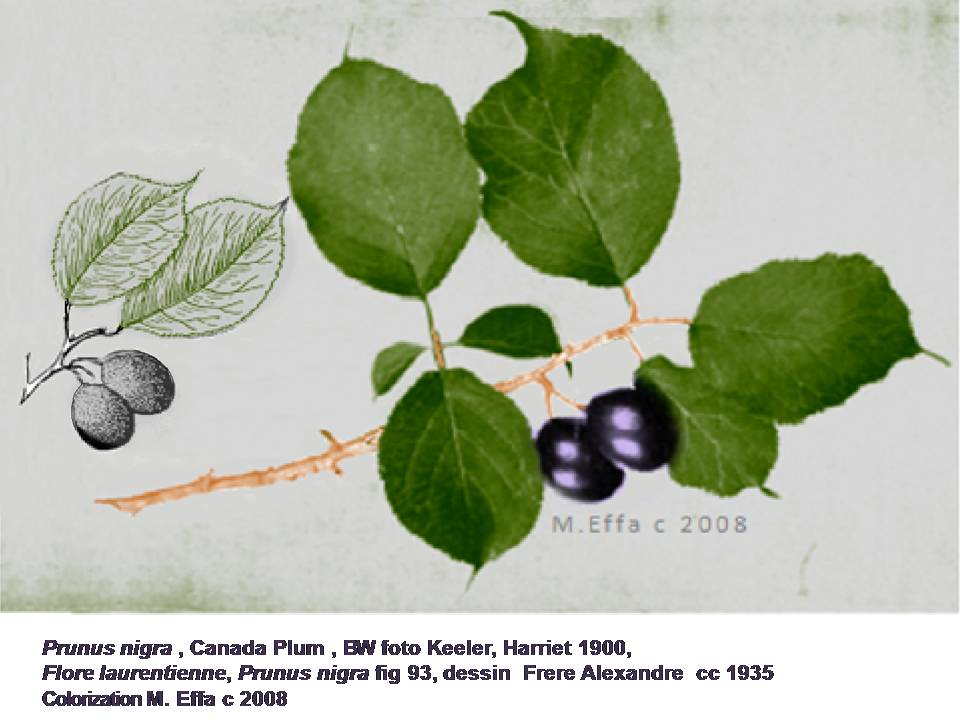
Vruchten van Prunus nigra
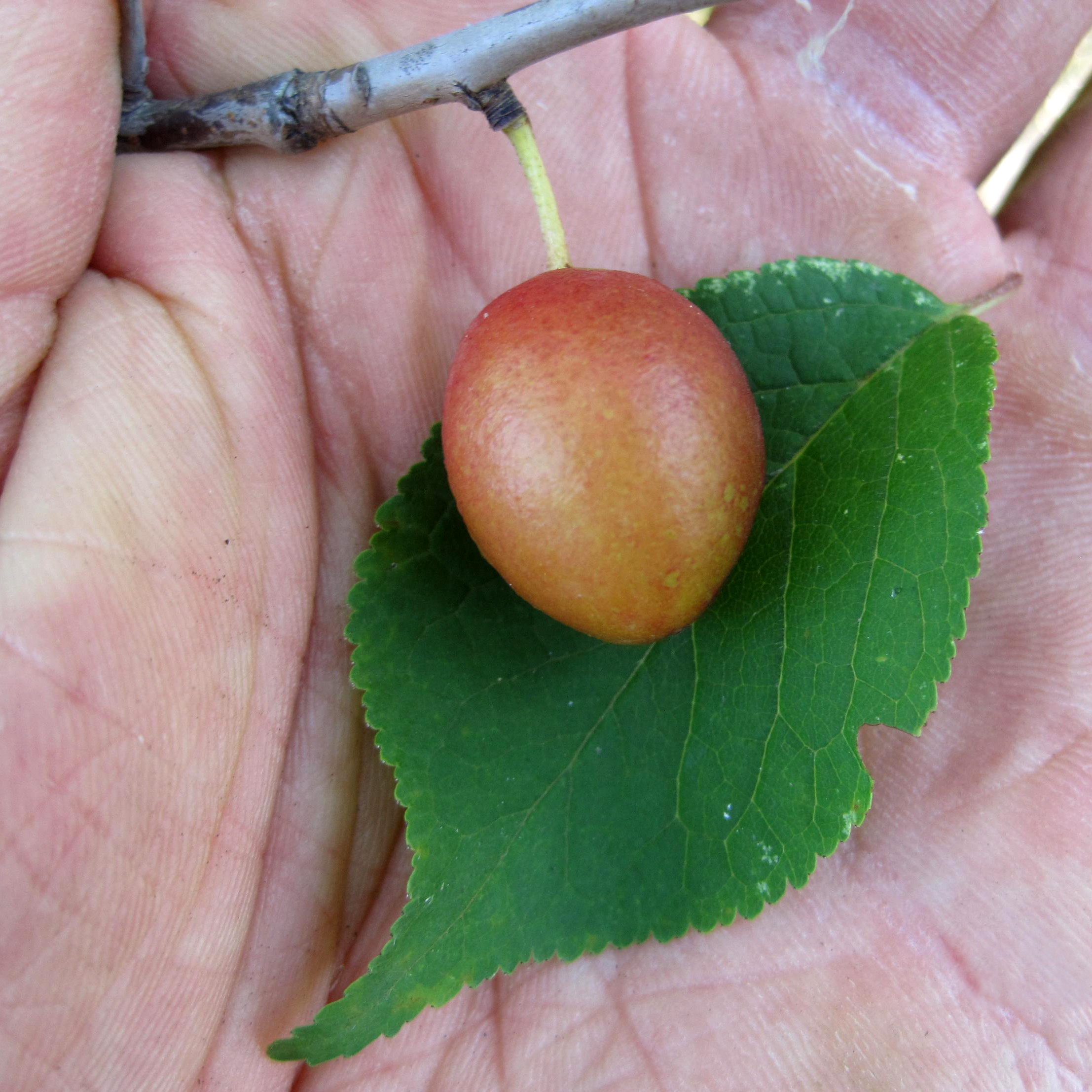
Vrucht van Prunus nigra
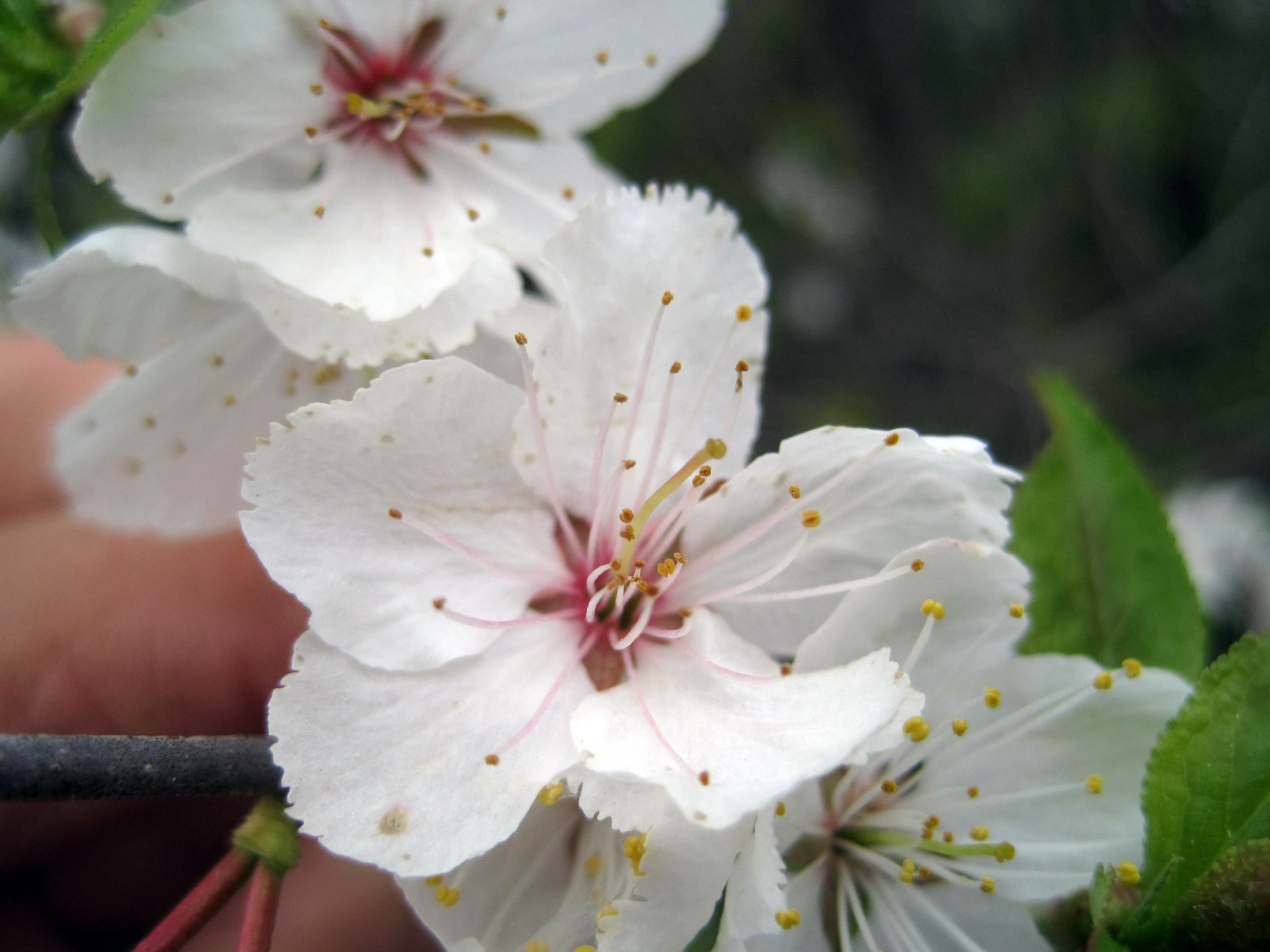
Bloesem van Prunus nigra
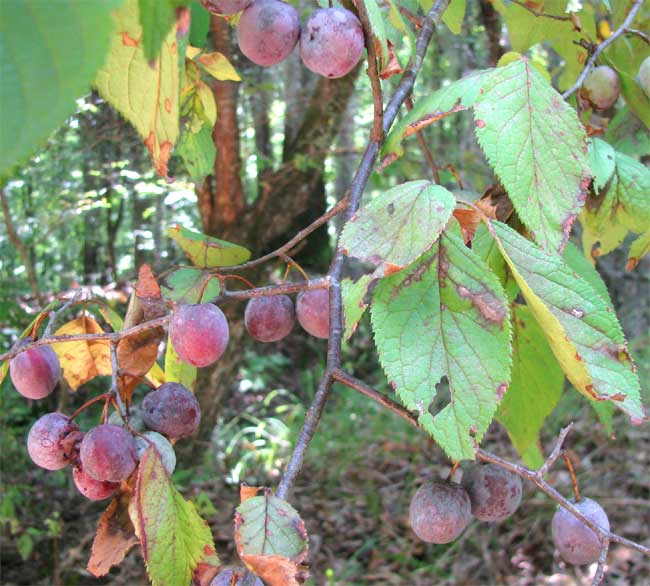
Vrucht van Prunus mexicana
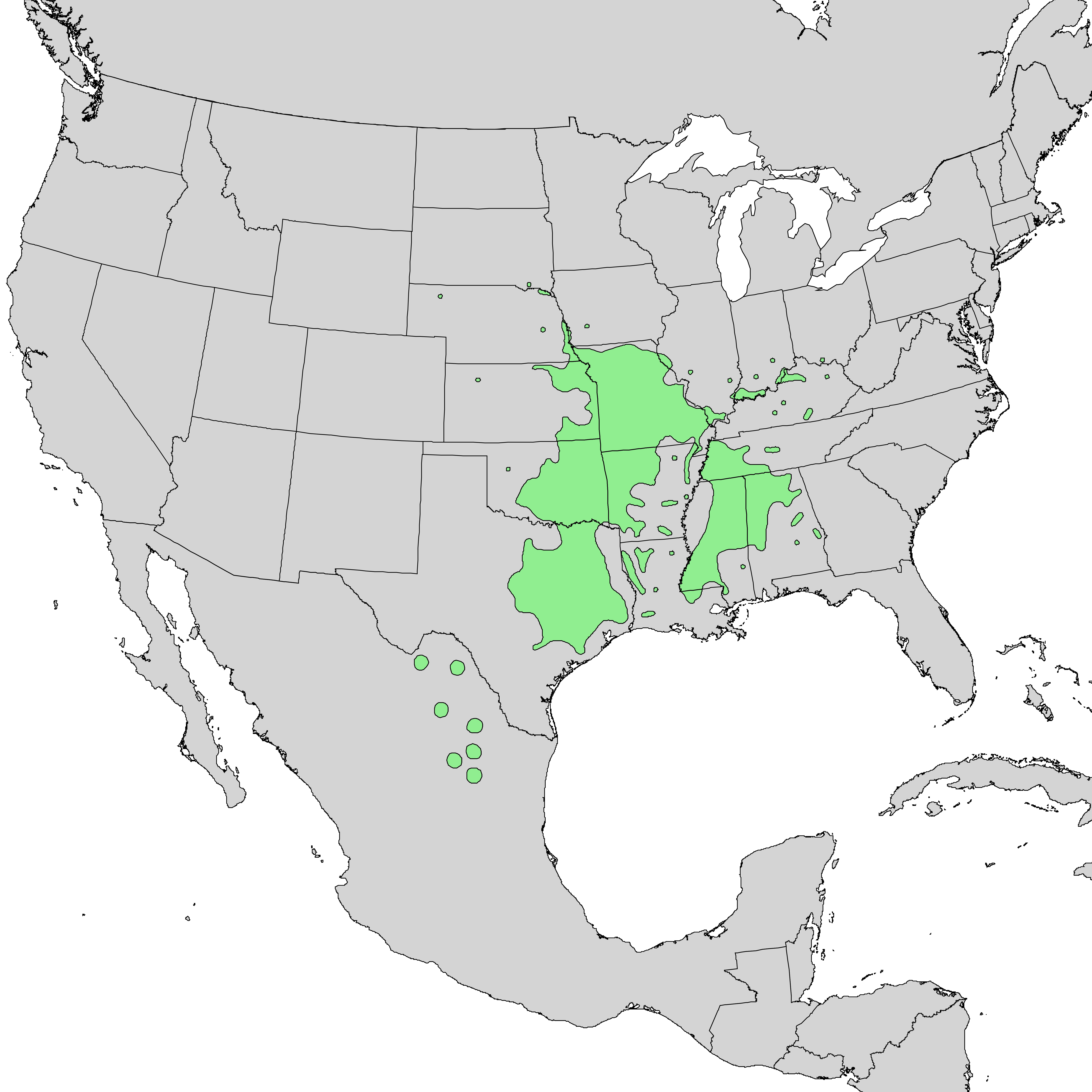
Verspreiding van Prunus mexicana
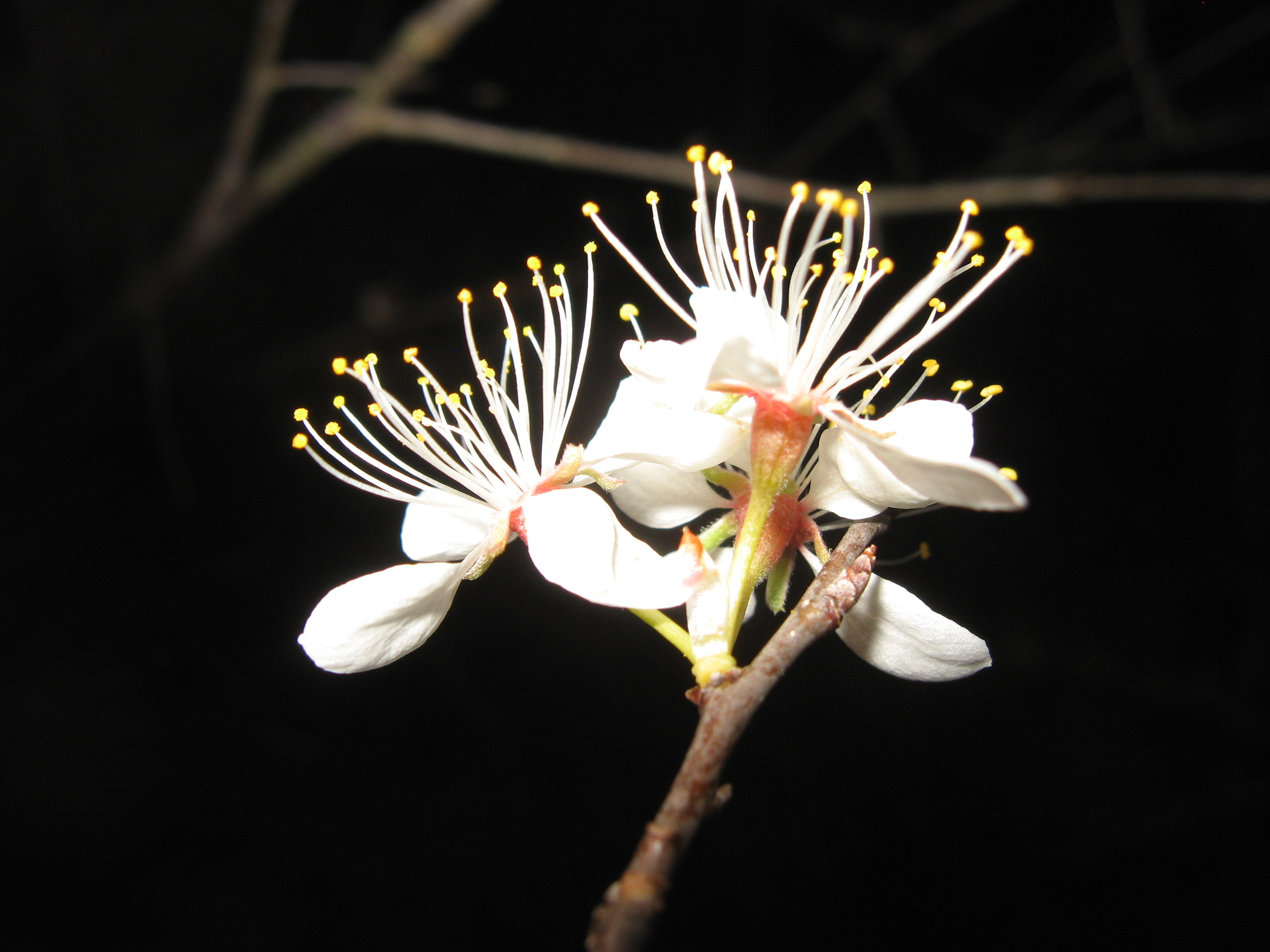
Bloesem van Prunus mexicana

... · 
P. armeniaca (Abrikoos) · 
P. avium (Zoete kers) · 
P. cerasifera (Kerspruim) · 
P. cerasus (Zure kers) · 
P. domestica (Pruim) · 
P. dulcis (Amandelboom) ·
P. incisa (Fujikers) · 
P. insititia (Kroosje) · 
P. itosakura · 
P. laurocerasus (Laurierkers) · 
P. maackii · 
P. mahaleb (Weichselboom) · 
P. mume (Japanse abrikoos) · 
P. padus (Gewone vogelkers) · 
P. persica (Perzik) · 
P. salicina × armeniaca (Pluot) · 
P. serrulata (Japanse sierkers) · 
P. serotina (Amerikaanse vogelkers) · 
P. sibirica · 
P. spinosa (Sleedoorn) · 
P. ×syriaca (Mirabel) · 
P. ×yedoensis  · 
...